# Cardiocrinum cathayanum
Cardiocrinum cathayanum là một loài thực vật có hoa trong họ Liliaceae. Loài này được (E.H.Wilson) Stearn miêu tả khoa học đầu tiên năm 1948.